# Blondie Has Servant Trouble
Blondie Has Servant Trouble ist eine US-amerikanische Filmkomödie in schwarz-weiß aus dem Jahr 1940. Regie führte Frank R. Strayer, das Drehbuch schrieb Richard Flournoy nach den gleichnamigen Comics von Chic Young und einer Vorlage von Albert Duffy. Die Hauptrollen spielten Penny Singleton und Arthur Lake. Blondie Has Servant Trouble ist der sechste Blondie-Film.

## Handlung
Nicht zum ersten Mal äußert Blondie Bumstead, dass sie gerne eine Haushaltshilfe hätte. Sie und ihr Mann Dagwood können sich aber keine leisten, solange Dagwood keine Lohnerhöhung bekommt. Daher vereinbart die gesamte Familie einschließlich des fünfjährigen Sohns Baby Dumpling, nicht mehr über Haushaltshilfen und Lohnerhöhungen zu sprechen, was den Nachbarsjungen Alvin Fuddle aber nicht davon abhält. So bittet Dagwood seinen Chef Mr. Dithers um eine Lohnerhöhung, doch dieser lehnt ab. Die Firma möchte aber das Haus des kürzlich verstorbenen Mr. Batterson, einem Hersteller von Zauberutensilien, verkaufen, wobei die Gerüchte, dass es sich um ein Spukhaus handele, sehr stören. Um diese Gerüchte zu zerstreuen, bietet Mr. Dithers Dagwood und der extra herbeigerufenen Blondie an, ein paar Tage dort zu wohnen. So könnten sie sehen, wie es sich mit Hausbediensteten lebt. Das mit dem Spukhaus verschweigt er den beiden.
Nachdem die Familie Bumstead mit ihrem Hund Daisy am Abend bei Gewitter in dem Haus angekommen ist, suchen sie erstmal nach dem Lichtschalter. Als Baby Dumpling ihn endlich findet, trifft die Familie auf den jungen Horatio Jones handelt, der für eine Aufnahmezeremonie eine Nacht in dem Spukhaus verbringen muss. Kurz darauf kommen auch Eric Vaughn und seine Frau Anna an und stellen sich als die Diener vor. Wie sich bald herausstellt, liegen in dem Haus viele Zauberutensilien herum, vor allem gibt es aber viele Geheimtüren. Das Abendessen verläuft etwas chaotisch: Daisy, die unter dem Tisch sitzt, löst immer wieder den dort angebrachten Ruf nach dem Personal aus. Bis Anna das als den Grund für die vielen Rufe ausmacht, hat ihr Gatte bereits fast die Contenance verloren. Kurz nach dem Abendessen werden die Bumsteads durch einen Schrei aufgeschreckt. Horatio wurde durch eine der Geheimtüren von hinten angegriffen und ist nun unauffindbar. Als Nächstes ertönt ein Schrei von Anna, die die Bumsteads bewusstlos auffinden. Daraufhin rufen Dagwood und Blondie Dithers an, damit dieser die Polizei ruft. Doch bevor sie sich verständlich machen können, wird das Telefonkabel durchgeschnitten.
Nach einem erneuten Aufschrei ist Anna nicht mehr zu finden. Daher bitten Blondie und Dagwood Eric, die Polizei zu holen, und ziehen sich in ihr Zimmer zurück. Eric tut allerdings nur so, als würde er gehen. Als Dagwoods Kollege Mr. Morgan kommt, wird er sofort von Eric angegriffen und überwältigt. In der Zwischenzeit findet Blondie einen Zeitungsausschnitt, der besagt, dass Eric in einer Gerichtsverhandlung einen Anwalt mit einem Messer schwer verletzt hat und seitdem auf der Flucht ist. Zudem wird er als exzentrischer Zauberer beschrieben, der meint, das Battersonhaus gehöre nun ihm, weil Batterson nur wegen seiner, Erics, Zaubertricks reich geworden sei. Dagwood will Eric das Handwerk legen und sucht nach einer Waffe. Stattdessen findet er in einem Schrank den gefesselten Horatio. Nach dessen Befreiung beginnt Dagwood sofort, Eric zu verfolgen, ohne zu wissen, dass sich sein Knüppel bei Berührung in einen Blumenstrauß verwandelt. Ziellos geht er durchs Haus und findet Eric erst, als dieser Blondie mit einem Messer angreift. Eher durch Zufall, kann er Eric in letzter Sekunde niederschlagen. Kurz danach trifft Mr. Dithers mit der Polizei ein. Die feiert Dagwood als Helden. Da keine Belohnung auf Eric ausgeschrieben ist, bewilligt Mr. Dithers eine Lohnerhöhung. Wie Blondie sofort bemerkt, würde das für eine Haushaltshilfe reichen, nur ist sie sich nun nicht mehr so sicher, ob sie wirklich eine will, und verschiebt die Diskussion darüber auf später. Endlich können die Bumsteads wieder nach Hause.
Running Gag mit dem Briefträger Mr. Crumb
Am letzten Tag vor seiner Versetzung in einen anderen Bezirk möchte Mr. Crumb nicht noch einmal von Dagwood umgerannt werden. Daher wartet er auf dem Weg zum Haus der Fuddles darauf, dass Dagwood das Haus verlässt. Dagwood bemerkt beim Versuch, den Drachen von Alvin Fuddle zu reparieren, dass er spät dran ist und rennt Mr. Crumb daher auf dem Weg der Fuddles um. Erstmals verliert Mr. Crumb dabei auch seine Mütze, die mit dem Drachen davonfliegt.
Am nächsten Morgen ist Mr. Crumb glücklich in seinem neuen Bezirk unterwegs – und wird von der Familie Bumstead umgerannt, als diese fluchtartig das Battersonhaus verlässt.

## Hintergrund
Die Geschichte von Blondie Has Servant Trouble (Alternativtitel Blondie Has Trouble, Arbeitstitel Blondie Beware) entfernte sich weit von den bisherigen Folgen der Serie, indem sie die Figuren in wirkliche Gefahr brachte. Dies wurde dem Publikum durch nichts angedeutet, weder auf den Plakaten noch in den Ankündigungstexten. Mehrere Autoren wiesen auf die Serienreihenfolge hin, da Blondie in diesem Film den Nerzmantel trägt, den sie in Blondie on a Budget bekommen hatte.
Blondie Has Servant Trouble wurde vom 25. April bis zum 27. Mai 1940 von Columbia produziert. Für das Szenenbild war Lionel Banks verantwortlich, die Kostüme kamen von Kalloch.
Die Welturaufführung von Blondie Has Servant Trouble war am 25. Juli 1940. Columbia übernahm auch den Vertrieb des Films. Über eine Aufführung im deutschsprachigen Raum ist nichts bekannt.

## Rezeption

### Kritiken
Die zeitgenössischen Kritiken waren positiv. Die Kritik im Motion Picture Herald schreibt, dass in der Pressevorführung durchgehend gelacht wurde. Auch seien sich die anwesenden Kritiker einig gewesen, dass dies der bis dahin beste Teil der Serie sei. Die Kritik in Harrison’s Reports stimmt dieser Einschätzung zu und hebt dabei die Regie von Frank R. Strayer hervor. Außerdem bemerkt der Kritiker, dass sich alle Figuren im Spukhaus zu Tode fürchten außer Baby Dumpling, der daran sogar Spaß zu haben scheine. Dies deute darauf hin, dass kleine Kinder in dem Film keine Angst haben dürften. In der Kritik der Variety heißt es, der Filmtitel Blondie Has Servant Trouble wahre sein Geheimnis und untertreibe stark. Doch sei die Story die bisher beste der Serie. Mehr Filme dieser Klasse, und die Filmserie werde erstklassig werden.
Gene Blottner findet den Film etwas holprig, aber befriedigend. Die Komödienteile wirkten erzwungen und funktionierten nicht. Die Spannung am Ende sei dagegen gut, was auch an der Kamera und den guten Darstellern, besonders Arthur Hohl, liege. Doch er fragt sich, was aus Anna Vaughn und Morgan geworden ist. Das Drehbuch verriete es nicht. Hal Erickson fand den Film bizarr und ergänzte, dass nur wenige Folgen der Serie so sehr von den bekannten Pfaden abweichen würden. Leonard Maltin hatte Spaß an der Komödie und gab 2½ von 4 Punkten.